# Andrij Andrijovics Biba
Andrij Andrijovics Biba, ukránul: Андрій Андрійович Біба, oroszul: Андрей Андреевич Биба [Andrej Andrejevics Biba] (Kijev, 1937. augusztus 10. –) szovjet válogatott ukrán labdarúgó, középpályás, edző.

## Pályafutása

### Klubcsapatban
1957 és 1967 között a Gyinamo Kijev, 1968–69-ben a Dnyepr Dnyepropetrovszk, 1970-ben a Gyeszna Csernyigov labdarúgója volt. A Gyinamo Kijevvel három szovjet bajnoki címet és két kupagyőzelmet ért el. 1966-ban az Ukrán SZSZK legjobb labdarúgójának választották.

### A válogatottban
1965-ben egy alkalommal szerepelt a szovjet válogatottban.

### Edzőként
1972–73-ban a Gyinamo Kijev, 1975–76-ban a Tavrija Szimferopol, 1977–78-ban a Dnyepr Dnyepropetrovszk segédedzője volt. 1980-ban a Szpartak Zsitomir, 1981-ben az Ugoljok Gorlovka, 1983-ban a Podolje Hmelnyickij, 1986 és 1989 között a Nyeftyanyik Ahtirka, 1993–94-ben és 1994–95-ben a Naftovik Ukrnafta, 1995–96-ban a Himik Zsitomir vezetőedzője volt.

## Sikerei, díjai
- az év ukrán labdarúgója (1966)

 Gyinamo Kijev
- Szovjet bajnokság
  - bajnok (3): 1961, 1966, 1967
- Szovjet kupa
  - győztes (2): 1964, 1966

## Statisztika

### Mérkőzése a szovjet válogatottban
| Szovjetunió | Szovjetunió     | Szovjetunió                     | Szovjetunió | Szovjetunió | Szovjetunió | Szovjetunió | Szovjetunió | Szovjetunió |
| #           | Dátum           | Helyszín                        | Hazai       | Eredmény    | Vendég      | Kiírás      | Gólok       | Esemény     |
| ----------- | --------------- | ------------------------------- | ----------- | ----------- | ----------- | ----------- | ----------- | ----------- |
| 1.          | 1965. július 4. | Moszkva, Központi Lenin Stadion | Szovjetunió | 0 – 3       | Brazília    | barátságos  | -           | 68'         |
|             | Összesen        |                                 |             | 1           | mérkőzés    |             | 0           | gól         |